# Bryocoris pteridis
Bryocoris pteridis är en insektsart som först beskrevs av Carl Fredrik Fallén 1807.  Bryocoris pteridis ingår i släktet Bryocoris, och familjen ängsskinnbaggar. Arten är reproducerande i Sverige.

## Bildgalleri

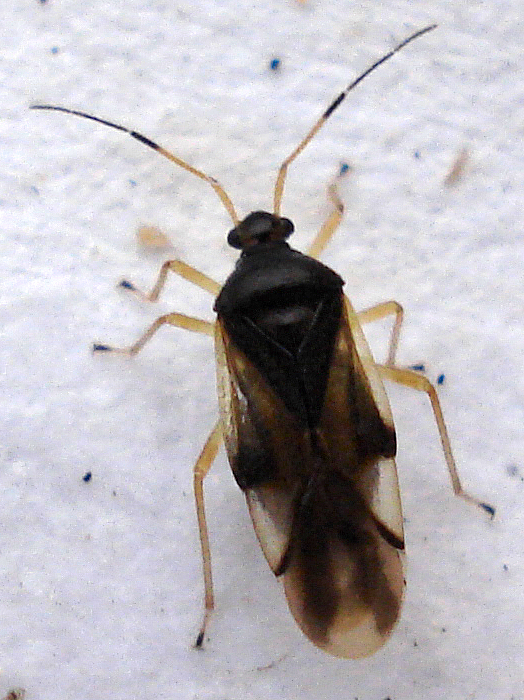